# 巫师之昆特牌：王权的陨落
《巫师之昆特牌：王权的陨落》 是一个由 CD Projekt Red开发的卡牌角色扮演游戏。它是巫师系列游戏的衍生游戏，也是《巫师之昆特牌》的独立的单人游戏部分。 游戏2018年10月发行于Microsoft Windows平台，之后移植到了其他平台。

## 游戏玩法
在游戏的30小时的战役模式中，玩家控制米薇女王（Queen Meve），她是莱里亚（Lyria）和利维亚（Rivia）的统治者。故事发生在巫师初代游戏之前。作为北方诸王国之一的首领，米薇领导了一小队反抗力量。他们必须寻求盟友，和敌人战斗以取回北方。 游戏有一个选择/结果系统，会影响剧情的走向或者游戏玩法。 

游戏对战时的截图。 (Note: 左下角是米薇女王，每个卡片左上的数字是其战力，右侧显示了我方和敌方目前的总战力分别是16和108)

游戏包含五个之前没有出现在巫师系列中的地区：利维亚、莱里亚、安格林（Angren）、玛哈坎（Mahakam）和下亚甸（Lower Aedirn）。 对游戏世界的探索采用类似博德之门的俯瞰视角在几张大地图上进行。米薇女王的军队被表现为一个可以定制的卡组，战斗的过程和昆特牌类似，但稍有区别。
每一个玩家轮流使用手里的一张牌，或者选择放弃跟牌而结束他们的回合。不同的卡片有不同的战力数值，有些卡牌有特殊能力，可以以多种方式和战局产生互动。当两名玩家都选择放弃跟牌以后，卡牌战力总数值最高的玩家赢得该局。 在一局比赛结束后，本局使用过的卡牌被抛弃，玩家抽取新卡。游戏采用三局两胜的规则。
获得盟友在游戏中十分重要。只有英雄角色和米薇结盟时，他们所对应的强力卡牌才能用于卡组中。一旦盟友离开米薇的队伍，他们的卡牌也会变得不可使用。

## 剧情
故事开篇，面对南方强敌尼弗迦德（Nifgaard）帝国的威胁，北方诸国首脑正齐聚商议对策。会议结束，米薇女王回到莱里亚，路遇考德威尔（Caldwell）伯爵，后者表示附近城镇刚遭强盗加斯科（Gascon）领导的史帕拉流亡军（Strays of Spalla）洗劫。米薇随后领兵生擒了加斯科，却得知尼弗迦德大军已再次越境入侵北方诸国。米薇火速赶回王都，召开贵族会议，主张战斗到底。然而考德威尔为首的贵族们早就暗中勾结敌军指挥官阿达尔·爱普·达西（Ardal aep Dahy）公爵，同意投降换取和平。他们当即逮捕了米薇，并拥立维尔姆（Villem）王子为新国王。考德威尔密谋处决米薇及其忠实随从雷纳德·奥多（Reynard Odo）伯爵，幸得加斯科越狱途中相救，三人携小股部队逃往邻国亚甸（Aedirn）寻求军事援助。
米薇一行人刚到亚甸，便从精灵游击队松鼠党（Scoia'tael）手中救下亚甸军官黑蕾拉（Black Rayla），后者主动带他们去找德马维（Demavend）国王，路上却目睹亚甸军队已遭尼弗迦德击溃。众人最终从被围困的艾德斯伯格（Aldersberg）城里救出德马维，但对于米薇的求援，国王爱莫能助。临别之际，他建议米薇去矮人国度玛哈坎搬救兵，并将作为友好信物的铅戒交给她，以确保矮人大长老布罗瓦尔·霍格（Brouver Hoog）愿意接见。在玛哈坎，布罗瓦尔起初拒绝了米薇的请求，认为矮人应严守中立，不料双方再次会面时突遭松鼠党袭击，使布罗瓦尔回心转意。他深知松鼠党背后有尼弗迦德支持，于是同意向米薇提供一支矮人战士小队，作为对尼弗迦德过界行为的回应。
逐渐积攒起一支军队，米薇打算主动出击，众人商议选定考德威尔的封地安格林。不久一行人攻入考德威尔所在城堡，结果了叛徒。然而考德威尔临死前透露，尼弗迦德援军已经切断米薇部队的退路，众人只得逃往盘踞着强大怪物格尼阔拉（Gernichora）的沼泽深处。历尽艰险消灭格尼阔拉，米薇却发现尼弗迦德军队封锁了整片地区。她被迫率军正面攻打重兵把守的桥梁，意外得到路过的猎魔人杰洛特一行出手相助。米薇胜利后为表感谢，遂册封其为骑士，名唤“利维亚的杰洛特”。此战坚定了北方诸国对抗尼弗迦德的决心，帝国开始显现出颓势。集结起大军的米薇以解放者之姿回到利维亚，就收到儿子维尔姆的会面邀请，后者决意同侵略者决裂，玩家此时可以决定是否原谅他。来到达西驻守的利维亚城堡，米薇原打算围困守军，却得知前来解围的敌军大部队即将抵达。形势危急，攻入城堡迫在眉睫，取决于玩家前后的选择，雷纳德、加斯科和维尔姆之一会牺牲自己，从内部打开城门。当晚米薇带兵击败达西，后者仓皇出逃。
米薇很快恢复了对莱里亚和利维亚的统治，而随着北方联军在布伦纳之战（Battle of Brenna）击败尼弗迦德主力，战局彻底逆转。达西集结起剩余部队，据守艾德斯伯格，打算负隅顽抗。米薇来到亚甸支援德马维，偶然从截获的尼弗迦德特使处得知，皇帝正考虑签订停战协议，并以作战不力为由密令达西服毒自尽。米薇放走了特使，不久传出达西暴毙的消息，北方联军随即入城，自此战争结束。

## 发行
游戏最初被设想为《巫师之昆特牌》的单人游戏部分，但是在2018年8月转型为一个独立游戏。游戏在2018年10月发售于Microsoft Windows, 2018年12月发售于 PlayStation 4 和 Xbox One, 2020年1月发售于 Nintendo Switch, 2020年7月发售于iOS，Android版则是2021年6月发售。

## 评价
根据评价汇总网站 Metacritic，游戏受到了“总体好评”。
最初CD Projekt Red计划由GOG.com独占PC端的发售，但游戏在10月下旬发售后，没有达到设定的销售目标。于是游戏在11月9日登陆了Steam。

### 奖项
| 年份 | 奖项                                                   | 类别                                                                | 被提名者                                                 | 结果 | 参考   |
| ---- | ------------------------------------------------------ | ------------------------------------------------------------------- | -------------------------------------------------------- | ---- | ------ |
| 2018 | 全球游戏奖（Global Game Awards）                       | 最佳剧情                                                            | 《巫师之昆特牌：王权的陨落》                             | 獲獎 | [ 29 ] |
| 2018 | IGN的2018年度最佳游戏                                  | 2018年最佳电脑游戏（人民选择）                                      | 《巫师之昆特牌：王权的陨落》                             | 獲獎 | [ 30 ] |
| 2018 | IGN的2018年度最佳游戏                                  | 最佳战略游戏                                                        | 《巫师之昆特牌：王权的陨落》                             | 提名 | [ 31 ] |
| 2018 | 南非玩家奖（SA Gamer Awards）                          | 最佳解谜游戏                                                        | 《巫师之昆特牌：王权的陨落》                             | 獲獎 | [ 32 ] |
| 2018 | Unity奖（Unity Awards）                                | 最佳桌面/主机游戏                                                   | 《巫师之昆特牌：王权的陨落》                             | 提名 | [ 33 ] |
| 2018 | 《个人电脑世界》编辑选择奖                             | 年度最佳游戏                                                        | 《巫师之昆特牌：王权的陨落》                             | 提名 | [ 34 ] |
| 2018 | 《个人电脑世界》编辑选择奖                             | 最佳单人游戏                                                        | 《巫师之昆特牌：王权的陨落》                             | 獲獎 | [ 34 ] |
| 2019 | 纽约游戏奖                                             | 赫尔曼·梅尔维尔最佳编剧奖（Herman Melville Award for Best Writing） | 《巫师之昆特牌：王权的陨落》                             | 提名 | [ 35 ] |
| 2019 | Game Informer的2018年度最佳游戏                        | 最大惊喜                                                            | 《巫师之昆特牌：王权的陨落》                             | 獲獎 | [ 36 ] |
| 2019 | 法国RPG奖                                              | RPG编辑选择奖（RPG éditeur）                                        | 《巫师之昆特牌：王权的陨落》                             | 獲獎 | [ 37 ] |
| 2019 | 德国电子游戏奖（German Video Game Awards）             | 观众奖（Audience Award）                                            | 《巫师之昆特牌：王权的陨落》                             | 獲獎 | [ 38 ] |
| 2019 | 数字龙奖（Digital Dragons Awards）                     | 最佳波兰游戏                                                        | 《巫师之昆特牌：王权的陨落》                             | 提名 | [ 39 ] |
| 2019 | 数字龙奖（Digital Dragons Awards）                     | 最佳波兰游戏设计                                                    | 《巫师之昆特牌：王权的陨落》                             | 提名 | [ 39 ] |
| 2019 | 数字龙奖（Digital Dragons Awards）                     | 最佳波兰游戏艺术                                                    | 《巫师之昆特牌：王权的陨落》                             | 提名 | [ 39 ] |
| 2019 | 数字龙奖（Digital Dragons Awards）                     | 最佳波兰游戏音乐                                                    | Marcin Przybyłowicz, Mikolai Stroinski 和 Piotr Adamczyk | 獲獎 | [ 39 ] |
| 2019 | 中东欧游戏奖（Central & Eastern European Game Awards） | 最佳叙事                                                            | 《巫师之昆特牌：王权的陨落》                             | 獲獎 | [ 40 ] |

## 脚注
1. ↑  左下角是米薇女王，每个卡片左上的数字是其战力，右侧显示了我方和敌方目前的总战力分别是16和108
2. ↑  以上描述的是通常的情况，部分战斗只有一局（游戏中称为“快速战斗”），部分使用特殊规则，如胜利条件是杀死特定敌人等
3. ↑   因为GOG.com的受众比较小